# Ostrovske (Ostrovske), Pervomaiske
Ostrovske (în ucraineană Островське) este localitatea de reședință a comunei Ostrovske din raionul Pervomaiske, Republica Autonomă Crimeea, Ucraina.

## Demografie
Componența lingvistică a localității Ostrovske
     Rusă (52,48%)
     Ucraineană (24,92%)
     Tătară crimeeană (19,23%)
     Belarusă (2,76%)
     Alte limbi (0,3%)
Conform recensământului din 2001, majoritatea populației localității Ostrovske era vorbitoare de rusă (52,48%), existând în minoritate și vorbitori de ucraineană (24,92%), tătară crimeeană (19,23%) și belarusă (2,76%).